# Apache (còmic)
Apache va ser una sèrie i un personatge de ficció de còmic, obra del guionista Pedro Quesada i el dibuixant Luis Bernejo, publicada per Editorial Maga, entre el 1958 i el 1960. Se'n varen publicar un total de cinquanta-sis exemplars. Es varen publicar almanacs per al 1960 i el 1961, aquest últim compartit amb Don Z, amb la capçalera Almanaques Unidos. Un altre autor de còmic que va col·laborar amb la sèrie va ser, Jose Ortiz.

## Argument
L'acció transcorre a l'oest americà, el protagonista és un indi que tothom anomena Apache.
Vint anys enrere de quan transcorre l'acció un cap de tribu indi anomenat Oso Gris va assaltar la hisenda del senyor Leiten, en va segrestar l'esposa i el fill de pocs anys. Malgrat que Leiten, en els anys successius va invertir part de la seva fortuna en llogar homes valents que l'ajudessin a rastrejar les inhòspites terres que els envoltaven per tal de trobar la seva dona i el seu fill, tots els esforços esmerçats varen ser infructuosos i no és fins vint anys després que un jove guerrer indi es presenta davant de Leiten, després d'esmunyir-se per una finestra, i li diu que ell és el seu fill. Apache li explica que la seva mare a mort assassinada a mans d'Oso Gris, dons aquest l'àvia amenaçada de matar-la si explicava que no era fill seu, Oso Gris compleix la seva paraula i l'assassina com a revenja pel fet que aquesta hagi explicat la història del seu segrest i la veritable identitat del seu pare.
Leiten, no s'acaba de creure la història que aquest li explica i així Apache, comença una nova vida en la qual tant els indis com els colons volen venjar-se d'ell.

## Trajectòria editorial
El 1958 es va publicar per primera vegada els quaderns de la sèrie Apache, editats per l'editorial Maga. L'editorial amb aquesta sèrie va optar per primera vegada per una fórmula promocional, va regalar el quadernet del primer número, per tal d'aconseguir-lo s'havia de comprar, el numero seixanta-set d'El Pequeño Pantera Negra. Aquesta aposta innovadora va suposar tot un èxit, ja que aconseguia que el llançament fos conegut per un gran nombre de lectors.
D'Apache, se'n varen publicar un total de 56 exemplars, amb un format de quadern apaïsat i unes mides de 17 x 24 cm. Cal afegir els almanacs per a 1960 i 1961 aquest últim compartit amb Don Z, amb la capçalera Almanaques Unidos.
APACHE (2ª Parte), va ser la continuació de la primera sèrie, es va publicar entre els anys 1960 i 1961. En aquesta el guionista continua sent Pedro Quesada, però canvia el dibuixant i se'n fa càrrec Claudio Tinoco. D'aquesta sèrie se'n varen publicar un total de 77 números, 76 d'ordinaris i un extraordinari. El format és el mateix que l'anterior, quadern apaïsat de 17 x 24 cm.